# 프랑스-네덜란드 전쟁
프랑스-네덜란드 전쟁(Hollandse Oorlog, Guerre de Hollande, Holländischer Krieg)은 1672년부터 1678년까지 프랑스 왕국이 네덜란드 공화국, 신성 로마 제국, 스페인 제국을 상대로 벌인 전쟁이다.
이 전쟁은 원래 프랑스가 네덜란드 공화국, 잉글랜드 왕국을 상대로 벌인 전쟁이었지만 잉글랜드는 전쟁 도중에 중립으로 전환했다. 신성 로마 제국이 스페인, 네덜란드와 동맹 관계를 수립했고 프랑스가 스웨덴을 전쟁에 끌어들이면서 규모가 확대되었다.
프랑스의 루이 14세 국왕은 상속 전쟁에서 네덜란드를 침공하려는 계획을 세웠다. 그러나 네덜란드가 잉글랜드, 스웨덴과 함께 삼국 동맹을 체결하면서 프랑스에 압력을 가했기 때문에 이 계획은 실패하고 만다. 루이 14세는 네덜란드의 행동을 불쾌하게 여기면서 네덜란드를 침공하겠다는 의지를 드러냈고 잉글랜드에 접근하면서 삼국 동맹의 붕괴를 도모했다.
1670년 프랑스의 루이 14세 국왕이 잉글랜드의 찰스 2세 국왕과 비밀 조약을 체결했고 1671년에는 신성 로마 제국의 제후들과는 동맹 및 중립 관계를 수립했다. 1672년에는 스웨덴이 프랑스와의 동맹 관계를 수립하면서 네덜란드를 포위했다. 1672년 3월 잉글랜드가 네덜란드에 선전포고를 했고 같은 해 4월에는 프랑스가 네덜란드에 선전포고를 하면서 네덜란드를 침공하게 된다.
네덜란드의 윌리엄 3세는 신성 로마 제국의 레오폴트 1세 황제, 브란덴부르크의 프리드리히 빌헬름 1세 선제후 등과 동맹 관계를 수립하면서 프랑스를 포위했다. 1674년 2월에는 잉글랜드가 네덜란드와의 평화 조약을 체결하면서 전쟁에서 이탈했다.
프랑스는 네덜란드, 신성 로마 제국, 스페인을 상대로 전투를 계속했지만 전쟁 상황은 나아지지 않았다. 1677년 10월에는 요크 공작 제임스(James, 훗날 잉글랜드의 제임스 2세 국왕이 됨)의 딸인 메리(Mary, 훗날 잉글랜드의 메리 2세 국왕이 됨)가 네덜란드의 윌리엄 3세와 결혼하면서 프랑스의 네덜란드 침공 계획은 실패하고 만다.
1678년 8월부터 1679년 12월까지 프랑스와 네덜란드 사이에 평화 교섭이 진행되었다. 프랑스, 네덜란드, 스페인, 브란덴부르크, 신성 로마 제국, 스웨덴, 덴마크-노르웨이가 네덜란드 네이메헌에서 평화 조약인 네이메헌 조약을 체결하면서 전쟁은 막을 내리게 된다.